# Захарије Остојић
Захарије Остојић (Глухи До, 1907 — Логор Стара Градишка, април 1945) био је четнички потпуковник.
Пре Априлског рата био је генералштабни ваздухопловни мајор краљевског ваздухопловства (пилот). Био је учесник пуча од 27. марта 1941. као блиски сарадник генерала Боривоја Мирковића. Заједно са мајором Мирком Лалатовићем спровео је кнеза Павла после војног пуча у Грчку.
У Југославији је дошао опет са Лалатовићем као члан југословенско-британско обавештајне групе капетана Била Хадсона која се 21. септембра 1941. из подморнице искрцала у близини Петровца на мору.
По доласку у штаб Драже Михаиловића постао начелник Оперативног одсека, а од краја 1942. командант Истакнутог дела Врховне Команде (ИДВК) ЈВуО. Руководио је свим већим четничким операцијама против снага НОВ и ПОЈ-а у пролеће и лето 1942. у Црној Гори, на Неретви 1943. и на Лиму почетком 1944.
Октобра 1944. дошао у сукоб са Дражом Михаиловићем, окривљујући га за неуспех и слом четничке организације и на војном и на политичком плану. У првој половини марта 1945. дефинитивно напустио генерала Михаиловића.
10. марта 1945. кренуо са делом потчињених јединица заједно са пуковником Мирком Лалатовићем, потпуковником Павлом Ђуришићем, потпуковником Петром Баћовићем и идеологом Драгишом Васићем ка Западу преко територије НДХ. После опкољавања и уништења његове групе код Лијевче Поља, близу Бање Луке, заробљен и одведен у Јасеновац где је око 20. априла 1945. убијен заједно са потпуковником Лалатовићем и потпуковником Ђуришићем.

## Биографија
Захарије Остојић је рођен 1907. у селу Глухи До код Бара. Ступио је у Југословенско краљевско ратно ваздухопловство и пре избијања Другог светског рата имао је чин мајора. Мало се зна о Остојићевој младости, али наводно је имао сестру која је била удата за бригадног генерала Југословенске краљевске војске Љубу Новаковића.

### Каиро и повратак
Након избијања Другог светског рата, влада и регент кнез Павле Карађорђевић су одржавали неутралност. Упркос томе, и желећи да осигура јужно крило пред напад на Совјетски Савез, Адолф Хитлер је вршио притисак на Краљевину Југославију да потпише Тројни пакт и придружи се силама Осовине. Након одуговлачења, југословенска влада је коначно потписала пакт 25. марта 1941. У војном пучу два дана касније, кнез Павле је лишен власти, а малолетни принц Петар је постављен за краља. Остојић је био укључен у пуч због блиске везе са једним од главних завереника, ваздухопловним бригадним генералом Боривојем Мирковићем. Остојић је са мајором Мирком Лалатовићем спровео кнеза Павла у изгнанство у Грчку, а онда отпутовао за Каиро. Након осовинске инвазије предвођене Немачком и капитулације југословенске војске 11 дана касније, Остојић је остао у Каиру све док није одабран да учествује у комбинованом британско-југословенском тиму Управе за специјалне операције који је требало да се инфилтрира у окупирану Југославију и успостави везу са покретима отпора. Други чланови тима су били Мирко Лалатовић, капетан Бил Хадсон и радио-оператер Вељко Драгићевић. Они су одлетели из Каира на Малту 13. септембра пре него што су се искрцали са британске подморнице ХМС Тријумф на црногорској обали код Петровца на мору између 20. и 21. септембра 1941. Брзо су успоставили везу са црногорским партизанима, међу којима и Милованом Ђиласом и Арсом Јовановићем, који су испратили Хадсона и Остојића у партизанско Ужице на територији војне управе. Док је Хадсон остао са партизанима, Остојић је отишао у штаб Драгољуба Михаиловића на Равној гори. После кратког рапорта Михаиловићу, Остојић се вратио по Хадсона и довео га на Равну гору 25. октобра. Када је први пут стигао на Равну гору, Остојић је пренео Михаиловића поруку министра војног југословенске избегличке владе Богољуба Илића, осигуравши му званичну подршку избегличке владе, али преневши да „побуна неће бити толерисана”. Остојић је такође пренео Михаиловићу да су комунисти преузели контролу над већим делом Црне Горе. Затим су Остојић и Михаиловић заузели више положаје у Михаиловићевом врховном штабу.

### Долазак у Црну Гору
Након што је Михаиловић био принуђен да бежи после партизанско-четничког раскола, операције Ужице и операције Михаиловић, Остојић је одржавао мали штаб који се састојао углавном од обавештајног одсека и који је остала у близини Михаиловића и његовог малог личног особља док је Михаиловић проводио зиму 1941/1942 на планини Рудник. Михаиловић је на крају успео да оде у Црну Гору, где је стигао у јуну 1942. Остојић, Хадсон и други официри су му се убрзо придружили, путујући кроз градова под италијанском контролом маскирани у трупе Недићевог режима.
Михаиловић је свој штаб 27. јуна 1942. претворио у Врховну команду, а мајор Остојић је водио оперативне, организацијске и
обавештајне послове.
У августу 1942, Остојић је покренуо контранапад против усташа који су се враћали у Фочу пошто су Италијани повукла своје гарнизоне из залеђа Јадранског мора. Четници су се плашили да усташе спремају да покрену још један талас геноцида на српским становништвом на овом подручју.
Руководио је свим већим четничким операцијама против снага НОВ и ПОЈ-а у пролеће и лето 1942. у Црној Гори. У новембру 1942, Михаиловић је охрабривао Остојића да води кампању терора против муслиманског становништва које је живело дуж граница Црне Горе и Санџака, а касније је известио да су четници уништили 21 села и убили око 1.300 особа. У периоду од 30. новембра. и 2. децембра 1942, Остојић је представљао Михаиловића на Конференцији четничке интелектуалне омладине Црне Горе у селу Шаховићи код Бијелог Поља, којој је присуствовао и Павле Ђуришић. Конференцијом је доминирао Ђуришић и његова одлучност која је „изражавала екстремизам и нетрпељивост”, као и дневни ред који је фокусиран на обнову предратног статуса кво у Југославији. Такође, постављен је захтев за припајање делове територије југословенских суседа.

### Операција Вајс
Неколико недеља после конференција, Михаиловић је послао Остојића да успостави истакнути штаб у Калиновику у југоисточној Босни. Требало је да Остојић командује у операцији опкољавања и уништавања партизанских снага у Босни, у којој би били коришћени четници који су служили као помоћни италијански одреди у Херцеговини и Црној Гори, као и четничке јединице из Лике, северне Босне и северне Далмације устројене у Добровољачку антикомунистичку милицију. План је предвиђао савезничко искрцавања на далматинској обали, за које је Михаиловић веровао да је неизбежно. Предвиђено је да четници направе коридор кроз италијанску зону НДХ све до ослобођене партизанске територије у западној Босни и Лици, неутралисањем Италијана комбинацијом празних обећања, охрабривањем на предају и разоружавањем, ако буде било потребно. Детаљи операције су завршени почетком децембра 1942. у Михаиловићевом штабу у Црној Гори и планирано је да операција почне 5. јануара 1943. Међутим, план је предвиђао да су Михаиловићеве снаге јединствене, што оне нису биле, и да он има ауторитет над више четника него што је заправо имао.
Оно што се догодило било је да су четници који су се припремали за марш на Босну били још више увучени у колаборацију са силама Осовине у другој фази операције Вајс, која се одигравала у долинама Неретве и Раме крајем фебруара 1943. У овој офанзиви, око 12-15.000 четника се борило уз Италијане, а у једном случају уз Немце и НДХ, против партизана. Упркос чињеници да су четници били анти-осовински покрет у својим дугорочним циљевима и јесу пружали ограничени отпор окупатору у кратким периодима, њихово учешће у операцији Вајс је један од најважнијих примера њихове тактичке или селективне колаборације са окупаторским силама Осовине. У овом случају, четници који су деловали као легализоване помоћне снаге под италијанском контролом.
План који је осмислио Остојић је предвиђао да четници остану јужно од Неретве како би их партизани не би обишли са бока. Међутим, ову дефанзивну стратегију су одбацили четнички команданти као што су Доброслав Јевђевић и Бајо Станишић, који су тражили да се следи осовинска офанзивна стратегија. Ово је ставило Остојића у тежак положај, пошто су неке од његових најважнијих јединица следили италијанска, а не његова наређења, јер су четници зависили од италијанске ваздушне и артиљеријске подршке, посебно око Јабланице. Остојић се касније предомислио и подржао италијанску офанзиву и покренуо напад на партизане који су се повлачили од Јабланице ка Прозору 27. фебруара. Напад је био неодлучен, и Остојић је прекорио одговорне команданте, а посебно Станишића.
У овој фази Остојић је прво затражио од Јевђевића да добије више залиха од Италијана, а када су они одбили, запретио им је да ће им објавити рат. Почетком марта, док су партизани прелазили Неретву код Јабланице, Михаиловић се придружио Остојићу. У поруци једном од црногорских четничких команданата, Михаиловић је изјавио да он руководи целом операцијом преко Остојића, мада је Михаиловић негирао да је био на челу операције када је био испитиван на суђењу после рата. Михаиловић и Остојић су схватили да ће велика концентрација четника у и око Мостара и оближњих рудника боксита вероватно привући немачку пажњу, и док су били усредсређени на ово питање, партизани су форсирали прелаз Неретве.
У недељи након Михаиловићевог доласка, партизани су успешно прешли Неретву и следеће недеље приморали четнике да се повуку, препуштајући Невесиње и Калиновик партизанима пре краја марта. Током битке на Неретви, четнички команданти су били недисциплиновани и одбијали су сарадњу, због чега је Остојић претио војним судовима и стрељањима. Михаиловић је наредио Остојићу да се четници повуку на линију Дрина-Пива, око 80–90 km југоисточно од Јабланице. До овог тренутка четници су имали тешке губитке и партизани су се пробили кроз италијанско-четничку одбрамбену линију почетком априла. У извештају из новембра 1944. пуковник С. В. Бејли, виши британски официр за везу у Михаиловићем штабу, је навео да су Остојић и мајор Војислав Лукачевић били оштри према Михаиловићевим вођењу четничких снага током операције Вајс, које је у великој мери допринели неуспеху операција. Међутим, нисам Остојић није имао довољно ауторитета над подређеним официрима, није био у могућности да правовремено одговори на стање које се брзо мењало, одлучио се за непопуларну и неефикасну дефанзивну стратегију, а онда окривио команданте јединица за неуспехе четника.

### 1943—1944
У јулу 1943. Милован Ђилас је контактирао Остојића и Петра Баћовића да утврди да ли су спремни за заједничку борбу против окупатора, имајући у виду да ће нова влада у егзилу бити формирана без Михаиловића. Они су известили Михаиловића о овом контакту, који им је запретио да ће их избацити из његове четничке организације ако буду наставили да одржавају контакте са партизанима.
До септембра 1944. Остојић је унапређен у чин потпуковника и био је четнички командант у источној Босни. Почетком септембра 1944, пошто је Михаиловић смењен са места министра војске и морнарице након пада Пурићеве владе у изгнанству, Остојић је покушао да успостави контакте са савезничким снагама у Италији, и договорио се са Лукачевићем да издају проглас народу у ком ће им објаснити да се спремају да нападну Немце. Када је краљ Петар II Карађорђевић 12. септембра 1944. позвао све у Југославији да се ставе под Титову команду, Остојић и Баћовић су известили Михаиловића да њихови људи губе вољу да се боре против партизана. Забринут да ће Црвена армија предати четнике партизанима, Остојић је контактирао америчког пуковника Роберта Х. Макдауела, официра за везу Уреда за стратешке услуге у мисији код четника, али није успео да издејствује да се четници ставе под америчку команду.

### Повлачење и смрт
Након што су Црвена армија и партизани ослободили Београд 20. октобра 1944, Михаиловић и његове снаге које су бројале неколико стотина четника повукли су се из Србије и дошли на Мајевицу. Остојићу, који је командовао херцеговачким четницима, се придружио и Павле Ђуришић са црногорским четницима и заједно су се повукли у сусрет Михаиловићу.
Чим се придружио Михаиловићу у североисточној Босни, Ђуришић је оштро критиковао Михаиловићеве вођство и чврсто заговарао да се преостали четници повуку у Словенију. И Остојић и Баћовић су критиковали Михаиловићеве планове. Остојић је дошао у сукоб са Дражом Михаиловићем, окривљујући га за неуспех и слом четничке организације и на војном и на политичком плану. У првој половини марта 1945. дефинитивно напустио генерала Михаиловића. Пошто није успео да убеди Михаиловића, Ђуришић је одлучио да без Михаиловића крене у Словенију и договорио се са јединицама Димитрија Љотића који су већ били у Словенији да га сачекају код Бихаћа и помогну у повлачењу. Остојић је 10. марта 1945. кренуо са делом потчињених јединица заједно са пуковником Мирком Лалатовићем, потпуковником Павлом Ђуришићем, потпуковником Петром Баћевићем и књижевником и четничким идеологом Драгишом Васићем, као и великим бројем избеглица у сусрет западним савезницима преко територије НДХ.
Да би стигао до Бихаћа, Ђуришић је са деловима Хрватских оружаних снага и црногорским сепаратистом Секулом Дрљевићем направио споразум о слободном пролазу. Детаљи овог споразума нису познати, али чини се да су Ђуришић, Остојић и Баћовић са својим војницима хтели да пређу преко Саве у Славонију, где би се сврстали уз Дрљевића као Црногорска народна војска, док би Ђуришић задржао оперативну команду. Ипак, чини се се да су четници покушали да преваре Дрљевића и снаге ХОС-а слањем болесних и рањених преко Саве, док су задржали здраве борце јужно од реке, после чега су кренули на запад. Иако су их спреда нападале хрватске снаге, а са леђа снаге Југословенске армије, четници су стигли до реке Врбас и почели да је прелазе. У бици на Лијевче пољу близу Бање Луке, удружене четничке снаге су претрпеле тежак пораз од војске НДХ наоружане немачким тенковима.
После опкољавања и уништења његове групе код Лијевче Поља и бега дела потчињених јединица Дрљевићу, Ђуришић је покушао да преговара са генералима ХОС о даљем кретању четника према Словенији. Ипак, чини се да је ово била замка, пошто је Ђуришић заробљен и одведен у Јасеновац где је око 20. априла 1945. убијен заједно са Остојићем, потпуковником Лалатовићем, Баћовићем, неколицином православних свештеника и другима.